# Franz Rhode
Franz Rhode war ein deutscher Buchdrucker und Verleger, der Mitte des 16. Jahrhunderts tätig war.

## Leben
In den Jahren 1529–1534 gingen aus seiner Marburg Offizin verschiedene Bücher hervor. 1536 erschien er in Hamburg, wo seit 1532 anscheinend keine Buchdrucker gelebt haben. Dort druckte Rhode einige in lateinischer Sprache verfasste Schriften des bekannten Theologen Urbanus Rhegius, der damals in Celle lebte, und auch eine Rede des englischen Bischofs Stephan Gardiner, deren Abdruck Edward Boner veranlasst zu haben scheint. Vermutlich 1537 hat Rhode seine Offizin nach Danzig verlegt, denn hier druckte er 1538 das Wisby’sche Waterrecht.
Im Jahre 1540 druckte er die Narratio Prima, mit der Georg Joachim Rheticus eine Zusammenfassung von Nicolaus Copernicus’ De revolutionibus orbium coelestium veröffentlichte, das dann 1543 in Nürnberg gedruckt wurde.
Bald darauf erscheinen in Danzig mehrere Drucker des Namens Rhode, Jacob, der 1591 das Hansische Seerecht druckte, Martin, und noch ein jüngerer Jacob, die beiden ersteren vielleicht Söhne des Franz, den man in Danzig zu den Gelehrten rechnet, wie bekanntlich in jener Zeit manche Drucker wissenschaftlich gebildete Männer waren.